# Surfers Paradise
Surfers Paradise är en stadsdel i Gold Coast, Queensland, Australien. Surfers Paradise ligger 78 kilometer från Brisbane och hade år 2006 18 501 invånare.

## Bilsport
Sedan 1991 har man kört Champ Car på en temporär racerbana i Surfers Paradise, en tävling kallad Nikon Indy 300. Från och med 2008 var det tänkt att Indy Racing League skulle ta över tävlingen, men år 2009 gick Surfers Paradise ur Indy Racing League för att man inte hade kunnat komma överens om någon långsiktig plan.